# Glyptomorpha
Glyptomorpha är ett släkte av steklar som beskrevs av den svenska zoologen och entomologen August Holmgren 1868. Släktet ingår i familjen bracksteklar (Braconidae).

## Dottertaxa tillGlyptomorpha, i alfabetisk ordning[2][3]
- Glyptomorpha albomacula
- Glyptomorpha baetica
- Glyptomorpha bequaerti
- Glyptomorpha bifasciata
- Glyptomorpha concolor
- Glyptomorpha constantinensis
- Glyptomorpha discolor
- Glyptomorpha dispar
- Glyptomorpha dubia
- Glyptomorpha egyptiaca
- Glyptomorpha elector
- Glyptomorpha erythraeana
- Glyptomorpha exsculpta
- Glyptomorpha ferruginea
- Glyptomorpha formidabilis
- Glyptomorpha fumipennis
- Glyptomorpha gracilis
- Glyptomorpha intermedia
- Glyptomorpha irreptor
- Glyptomorpha kasparyani
- Glyptomorpha melanopa
- Glyptomorpha nachitshevanica
- Glyptomorpha nigrovenosa
- Glyptomorpha orientalis
- Glyptomorpha ovata
- Glyptomorpha pallidinervis
- Glyptomorpha pectoralis
- Glyptomorpha punctidorsis
- Glyptomorpha roborowskii
- Glyptomorpha rufiscapus
- Glyptomorpha semenowi
- Glyptomorpha shelkovnikovi
- Glyptomorpha tabida
- Glyptomorpha tegularis
- Glyptomorpha teliger
- Glyptomorpha telugosa
- Glyptomorpha thoracica
- Glyptomorpha transvaalensis